# Palirisa archivicina
Palirisa archivicina är en fjärilsart som beskrevs av Felix Bryk 1944. Palirisa archivicina ingår i släktet Palirisa och familjen Eupterotidae. Inga underarter finns listade i Catalogue of Life.